# Travesía
Travesía är en ort i Honduras.   Den ligger i departementet Departamento de Cortés, i den nordvästra delen av landet, 210 km norr om huvudstaden Tegucigalpa. Antalet invånare är 1 283.
Terrängen runt Travesía är varierad. Havet är nära Travesía åt nordväst. Runt Travesía är det ganska tätbefolkat, med 111 invånare per kvadratkilometer. Närmaste större samhälle är Puerto Cortés, 5,6 km väster om Travesía. 